# Setti Fatma
Setti Fatma (manchmal auch Sti Fadma geschrieben; Zentralatlas-Tamazight ⵙⵜⵉ ⴼⴰⴹⵎⴰ Sti Faḍma, arabisch ستي فاطمة) ist ein Bergort mit etwa 1500 Einwohnern und Hauptort einer aus mehreren noch recht ursprünglich gebliebenen Bergdörfern bestehenden Landgemeinde (commune rurale) mit etwa 24.000 Einwohnern in der Provinz Al Haouz in der Region Marrakesch-Safi im Hohen Atlas in Marokko.

## Lage und Klima
Setti Fatma liegt am Oued Ourika im oberen Bereich des Ourika-Tals in einer Höhe von etwa 1450 m. Die Stadt Marrakesch befindet sich etwa 65 km (Fahrtstrecke) nordwestlich. Das Klima ist kühl bis gemäßigt; Regen (ca. 250–400 mm /Jahr) fällt nahezu ausschließlich im Winterhalbjahr.

## Bevölkerung
| Jahr      | 1994   | 2004   | 2014   | 2024   |
| Einwohner | 20.545 | 22.283 | 24.129 | 24.159 |

Die Einwohner des Ortes sind nahezu ausschließlich berberischer Abstammung; gesprochen wird der regionale Dialekt des Zentralatlas-Tamazight, aber auch marokkanisches Arabisch.

## Wirtschaft
Bis in die 1960er und 1970er Jahre hinein lebten die Bewohner von Setti Fatma als Selbstversorger von den Erträgen ihrer kleinen, meist terrassierten Felder und von der Viehzucht (Ziegen, Schafe, Hühner). Einige Männer suchten Arbeit in Marrakesch oder in den Städten des Nordens. Erst mit der Zunahme des Trekking-Tourismus wurden neue Einnahmequellen erschlossen.

## Geschichte
Mangels schriftlicher Aufzeichnungen ist – wie in den Berberregionen des Maghreb üblich – über die frühere Geschichte des Ortes nichts bekannt. Man kann jedoch davon ausgehen, dass der ursprünglich von umherziehenden Jägern und Viehnomaden genutzte Platz seit mehreren Jahrhunderten besiedelt ist. Im Jahr 1995 zerstörte eine Hochwasser mehrere Häuser in Flussnähe.

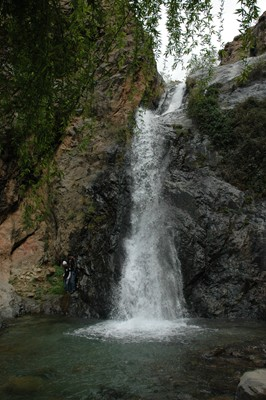
Wasserfall bei Setti Fatma

## Sehenswürdigkeiten
- Die ursprünglichen eingeschossigen Lehmhäuser des Ortes sind in den letzten Jahrzehnten des 20. Jahrhunderts beinahe allesamt durch zwei- oder gar dreigeschossige Häuser aus Hohlblocksteinen und mit Treppen und Geschossdecken aus Beton ersetzt worden.
- Der im Sommer und Frühherbst leise dahinplätschernde Oued Ourika bietet nach den winterlichen Regenfällen bis ins zeitige Frühjahr hinein ein beeindruckendes Schauspiel.

Umgebung
- Etwa 2 km südöstlich des Ortes befinden sich mehrere kleine Wasserfälle (cascades), die vor allem nach den Regenfällen im Winter und im zeitigen Frühjahr beeindruckend sind.
- Von Setti Fatma (oder von Imlil) ausgehend können ein- oder mehrtägige Wander- und Trekkingtouren in die Bergregionen des Hohen Atlas (darunter auch nach Oukaïmeden) unternommen werden. Auch eine Besteigung des 4167 m hohen Jbel Toubkal, an dessen Nordostflanke der Ourika-Fluss entspringt, ist möglich.